# Eksjö
Eksjö este un oraș în Suedia.

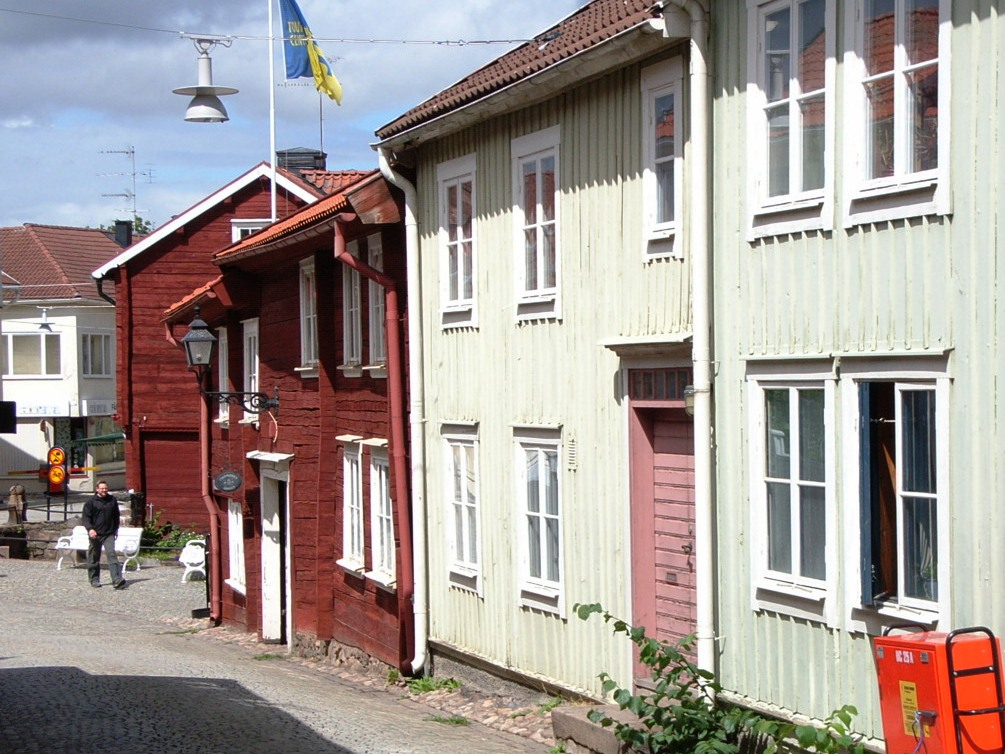
Stradă din orașul vechi

Se află la o altitudine de 215 m deasupra nivelului mării. Are o suprafață de 822 ha. Populația este de 10.864 locuitori, determinată în 31 decembrie 2020.

## Demografie
| \| Evoluția demografică a zonei urbane Eksjö, 1970–2015 \| Evoluția demografică a zonei urbane Eksjö, 1970–2015 \| Evoluția demografică a zonei urbane Eksjö, 1970–2015 \| Evoluția demografică a zonei urbane Eksjö, 1970–2015 \| Evoluția demografică a zonei urbane Eksjö, 1970–2015 \| \| --------------------------------------------------------------------------------------- \| ---------------------------------------------------- \| ---------------------------------------------------- \| ---------------------------------------------------- \| ---------------------------------------------------- \| \| An \| \| \| Locuitori \| \| \| 1970 \| 1970 \| \| 9.214 \| 9.214 \| \| 1975 \| 1975 \| \| 9.686 \| 9.686 \| \| 1980 \| 1980 \| \| 9.779 \| 9.779 \| \| 1990 \| 1990 \| \| 10.411 \| 10.411 \| \| 1995 \| 1995 \| \| 10.111 \| 10.111 \| \| 2000 \| 2000 \| \| 9.725 \| 9.725 \| \| 2005 \| 2005 \| \| 9.678 \| 9.678 \| \| 2010 \| 2010 \| \| 9.701 \| 9.701 \| \| 2015 \| 2015 \| \| 10.157 \| 10.157 \| \| Sursa: SCB - Statistika Centralbyrån, Folkmängden per tätort. Vart femte år 1960 - 2016 \| \| \| \| \| |      |  |           |        |
| Evoluția demografică a zonei urbane Eksjö, 1970–2015 |      |  |           |        |
| An |      |  | Locuitori |        |
| 1970 | 1970 |  | 9.214     | 9.214  |
| 1975 | 1975 |  | 9.686     | 9.686  |
| 1980 | 1980 |  | 9.779     | 9.779  |
| 1990 | 1990 |  | 10.411    | 10.411 |
| 1995 | 1995 |  | 10.111    | 10.111 |
| 2000 | 2000 |  | 9.725     | 9.725  |
| 2005 | 2005 |  | 9.678     | 9.678  |
| 2010 | 2010 |  | 9.701     | 9.701  |
| 2015 | 2015 |  | 10.157    | 10.157 |
| Sursa: SCB - Statistika Centralbyrån, Folkmängden per tätort. Vart femte år 1960 - 2016 |      |  |           |        |